# Tireoiditis
Tireoiditis je upala štitnjače.

## Povijest
|  | Molimo pročitajte upozorenje o korištenju medicinskih informacija. Ne provodite liječenje bez savjetovanja s liječnikom! |